# Lars Thörn
Lars Einar Vilhelm Thörn est un skipper suédois né le 26 septembre 1904 à Eskilstuna et mort le 9 octobre 1990 à Bromma.

## Biographie
Lars Thörn participe à bord du Rush V à la course de classe 5.5 mètres aux Jeux olympiques d'été de 1956 et remporte la médaille d'or.
Aux Jeux olympiques d'été de 1964, il est médaillé d'argent de la même épreuve sur le Rush VII. 